# Porträtt av konstnären som ung
Porträtt av konstnären som ung, eller Porträtt av författaren som ung i vissa översättningar (originaltitel: A Portrait of the Artist as a Young Man), är en delvis självbiografisk roman skriven av James Joyce. Romanen skrevs under den tioåriga vistelsen i Trieste och publicerades först som följetong i den engelska litterära tidskriften The Egoist mellan 1914 och 1915; i bokform publicerades den först 1916 i USA och 1917 i Storbritannien. Den handlar om Stephen Dedalus, ett alter ego till Joyce och vars namn kommer från Daidalos i den grekiska mytologin.
Boken översattes till svenska av Ebba Atterbom och senare av Tommy Olofsson. 